# Quercus prinus
Quercus prinus, el roble castaño o roble blanco americano, roble de montaña es una especie arbórea de la familia de las fagáceas.  Está clasificada en la sección Quercus, que son los robles blancos de Europa, Asia y América del Norte. Tienen los estilos cortos; las bellotas maduran en 6 meses y tienen un sabor dulce y ligeramente amargo, el interior de la bellota tiene pelo. Las hojas carecen de una mayoría de cerdas en sus lóbulos, que suelen ser redondeados. 

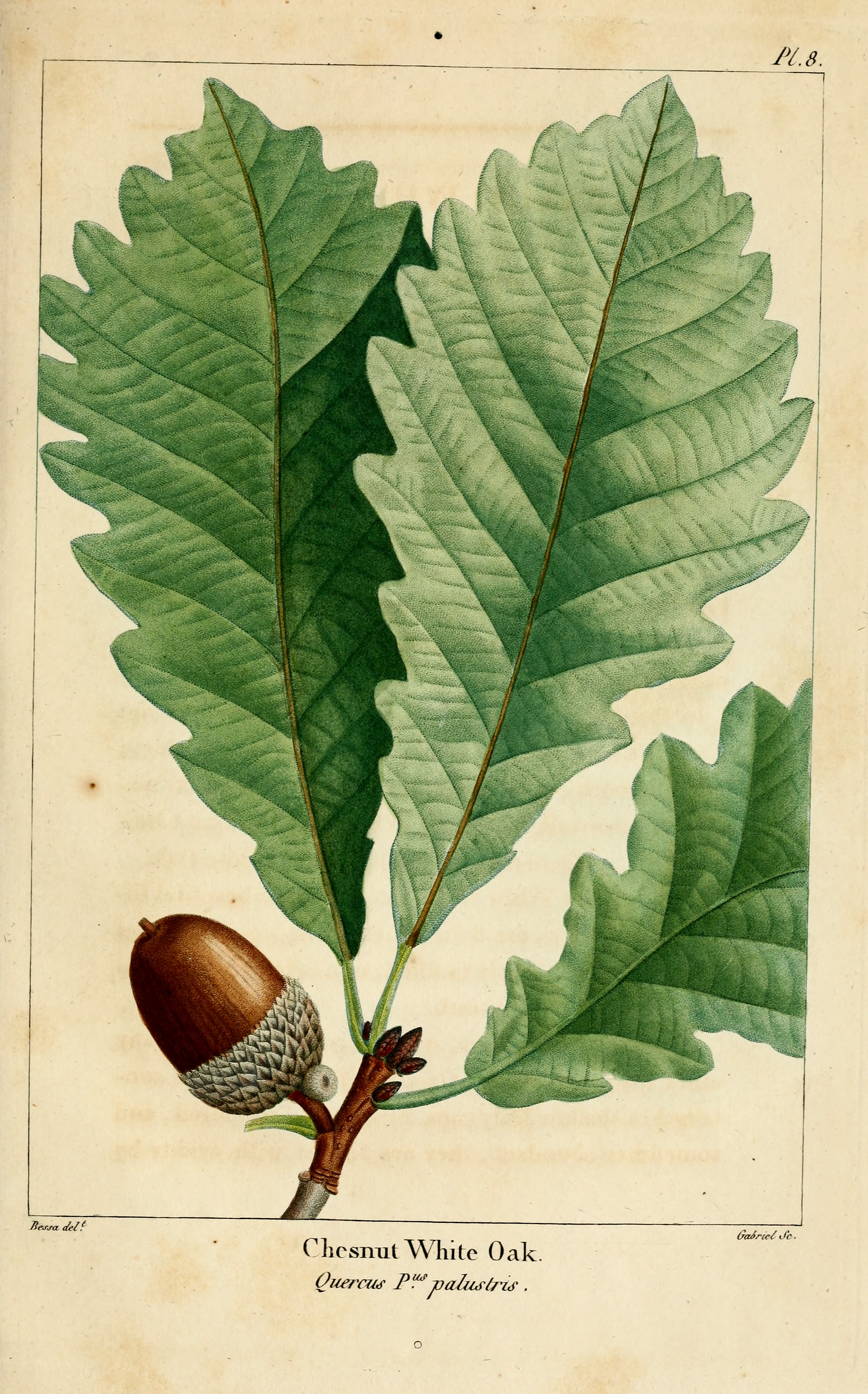
Ilustración

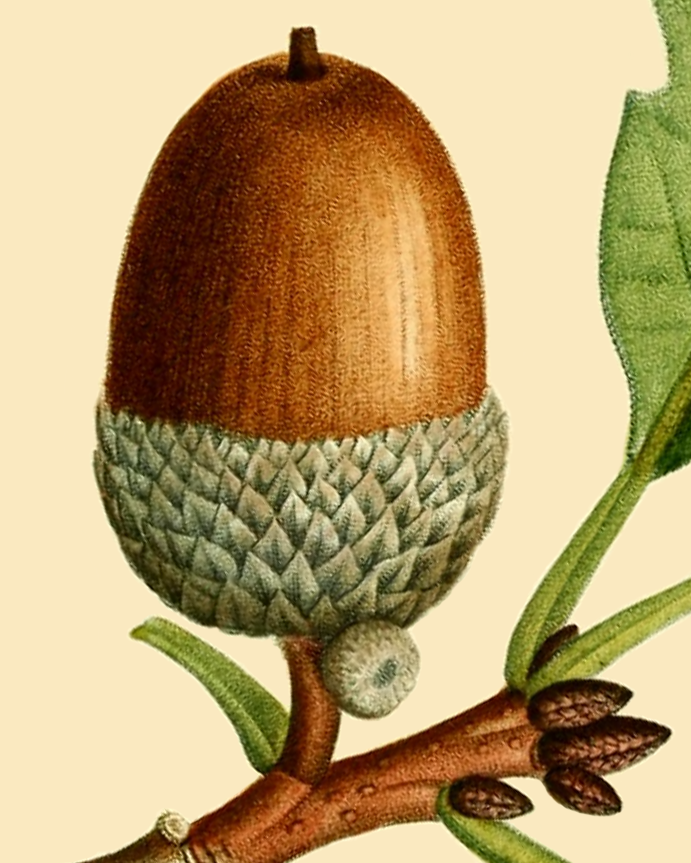
Fruto

## Distribución
Es una especie de roble endémica del este de  Estados Unidos, siendo uno de los más importantes árboles del sur de Maine, sudoeste a centro de Misisipi, con una población en el extremo noroeste del sur de Míchigan.  Como consecuencia de su hábitat y exposición,  no es usualmente un gran árbol, típicamente de 20-30 m de altura; ocasionalmente en mejores condiciones puede alcanzar 40 a 43 m de altura. No son árboles de la mejor madera debido a su ramaje bajo y no muy recto, pero creciendo en buenas condiciones, dan  madera muy buena; que se mercadea como "roble blanco mezcla".
Se identifica por su corteza gris oscura, y la más gruesa de todas las especies de robles del este de Norteamérica.  Hoja de 12-20 cm de largo y 6-10 cm de ancho, suavemente lobulada con 10-15 lóbulos redondeados en cada margen; son virtualmente idénticas a las del Quercus michauxii  y del Quercus muhlenbergii,  pero los árboles se distinguen bien por su corteza, la del michauxii tienen un grisáceo ceniciento ligero y se descama como el Quercus alba L.; y el Quercus michauxii Nutt., es aún más pálido. El Quercus muhlenbergii también tiene mucho más pequeñas las bellotas que el roble blanco americano; éste es fácilmente distinguido del Quercus bicolor Willd. debido a que tienen blanquecinas los enveses de las hojas. 
Mucha confusión se produce con Quercus michauxii, hasta algunos botánicos los han considerado como la misma  especie en el pasado.  El punto para distinguirlos es por su hábitat; si crece en laderas, es prinus, si lo hace en tierras altas húmedas,  probablemente sea el más masivo michauxii;  sin embargo, esto no es asolutamente así.
Las bellotas de 1,5-3 cm de largo y 1-2 cm de ancho, de las más grandes de los robles nativos americanos, sobrepasado solo por Quercus macrocarpa Michx., y posiblemente por michauxii, y es un alimento salvaje valioso.
El nombre Quercus prinus, lo dio Carlos Linneo,  pero el espécimen original incluía una mezcla de hojas de esta y de otras especies,  y actualmente Quercus prinus es considerada como un nombre confuso que debe ser rechazado.  El siguiente más antiguo nombre Quercus montana, lo da Willdenow, es el recomendado para la especie de la  Flora de Norteamérica.

## Descripción
- Ritidoma: oscuro, agrietado y con fisuras anchas, escamoso.  Al principio verde bronce, más tarde rojizo pardo, finalmente gris oscuro  o pardo.  Muy cargado de ácido tánico.
- Madera: parda oscura, albura más clara; pesada, dura, fuerte, lisa, de grano apretado, durable en contacto con el suelo.  Usada para cercas, fuel, traviesas.  Sp. gr., 0.7499; weight of cu. ft., 46.73 lbs.
- Yemas invernales: pardas suave, ovadas, agudas, 6-13 mm de largo.
- Hojas: alternadas, 9-20 cm largo, tres a cuatro veces del ancho, obovadas a oblongas lanceoladas, borde romo  o redondeado en la base, dentados, dientes redondeados agudos, apex redondo o agudo.  Brotes convolutados, verde amarillentos o bronceados, brillantes arriba, muy pubescentes abajo.  A crecimiento pleno son gruesos, firmes, verde oscuro amarillentos, algo brillantes, y abajo verde pálido y  pubescente; venas primarias conspicuas.  En otoño pasan a amarillo pleno a amarillo pardo.  Pecioles firmes y delgados.  Estípulas lineales a lanceoladas, caducas.
- Flores: en mayo, cuando las hojas han crecido un tercio.  Flores estaminadas con amentos pilosos de 5-8 cm de largo; cáliz amarillo pálido, piloso, 7-9 lóbulos profundos; 7-9 estambres; anteras amarillas brillantes.  Flores pistiladas en cortas espigas; pedúnculos verdes, fuertes, pilosos; involucro escamoso pubescente; estigmas cortos, rojo brillantes.
- Bellotas: anual, solas o en pares; nuez oval, redondeada o aguda en el ápice, pardas brillantes, 30-30 mm de largo; con copa, encerrando media a un tercio de la nuez, delgado, pardo ligero, tuberculado cerca de la base.  Escamas pequeñas.  Pepita blanca, dulce.[2]

## Taxonomía
Quercus prinus fue descrita por  Carl Ludwig Willdenow    y publicado en Species Plantarum. Editio quarta 4(1): 440. 1805.
Etimología
Quercus: nombre genérico del latín que designaba igualmente al roble y a la encina.
montana: epíteto latíno que significa "de las montañas"
Sinonimia
- Quercus carolineana Dippel
- Quercus carpinifolia Raf.
- Quercus castanea G.B.Emers.
- Quercus granulata Raf.
- Quercus longifolia Raf.
- Quercus monticola Petz. & G.Kirchn.
- Quercus prinus var. lata Aiton
- Quercus prinus var. monticola Michx.
- Quercus prinus var. oblongata Aiton
- Quercus prinus var. palustris Michx.
- Quercus prinus f. viridis Trel.
- Quercus pumila Michx.
- Quercus versicolor Raf.[4][5]